# إلهات الإلهام مسموعة
إلهات الإلهام مسموعة هو عمل صحفي مبكر لترومان كابوتي. وقد نُشر في الأصل في النيويوركر، وهو قصة سردية للمهمة الثقافية التي قامت بها أوبرا إيفريمان إلى الاتحاد السوفيتي في منتصف خمسينيات القرن العشرين.
إذ أُرسل كابوتي لمرافقة الأوبرا خلال عرضها لبروغي وبيس. وقد نُشر لأول مرة في جزأين، وأصدر لاحقًا ككتاب قصير غير خيالي. استُمد عنوان هذا الكتاب من خطاب ألقاه أحد موظفي وزارة الثقافة السوفيتية، الذي قال: «حين تعلو أصوات المدافع، تصمت إلهات الإلهام، وحين تصمت المدافع، تصبح إلهات الإلهام مسموعة».

## السرد
يُفتتح الكتاب بطاقم العمل والمخرجين وموظفي الدعم والسيدة إيرا غيرشوين، الذين كانوا ينتظرون في برلين الغربية لإعادة تأشيراتهم من قبل السفارة الروسية. حيث أحاطهم موظفو السفارة الأمريكية بصورة الوضع، ومن بين الأسئلة التي طرحتها الشخصيات، حول إذا ما كانوا سيخضعون للمراقبة، والتي يفترض أن تكون من قبل الكي جي بي، خلال زيارتهم. مثلما أخذوا القضايا السياسية بعين الاعتبار أيضًا وكيفية الإجابة عن الأسئلة الحساسة، خاصة تلك المتعلقة بـ «وضع الزنجي»، وأيضًا ما إذا كان من الآمن شرب الماء: إذ كانوا يصطحبون العديد من الأطفال. يعود كابوتي، الحاضر في السرد، إلى غرفته في الفندق ليجد مجموعة من الورق البني اللون من المنشورات المعادية للشيوعية.
بعد رحلة بالقطار استغرقت عدة أيام (أول يومين دون عربة لتناول الطعام)، يصل الممثلون وطاقم العمل إلى لينينغراد قبل أيام قليلة من عيد الميلاد حيث يرسلون إلى فندق أستوريا، الذي يفتخر، كما كتب كابوتي، «بمجموعة من ثلاثة المطاعم، كل منها يؤدي إلى الآخر». غرف الضيوف صغيرة، ومدفأة بشكل مبالغ به، ومليئة بالأثاث «بجو خانق من التماثيل الرخامية الرومانسية». ادعى كابوتي أن هذه الغرف خُصصت وفقًا لوضع جدول الرواتب لكل عضو. فطبقًا للمنطق البلشفي، مثلما ادعى كابوتي، كلما قل ما تكلفه، كلما كانت أماكن الإقامة أفضل.
اصطدم عرض بورغي وبيس ببعض العقبات، كما كان متوقعًا. فلم تجرِ طباعة البرامج في الوقت المناسب ليلة الافتتاح. وبعد العرض، لم يستطع المخرجون تحديد استجابة الجمهور الروسي، بما يتجاوز تقديرهم لبعض الأرقام الموسيقية ورفضهم لموضوعات الأوبرا الجنسية.

## الأهمية الأدبية والاستقبال
كان من المأمول أن يكتب كابوتي عن المشروع بشكل مشرق، لكنه بدلاً من ذلك، سلط الضوء على الصدمة الثقافية والتجاور والفكاهة كلما كان ذلك ممكنًا. وقد وصف المحلات المبهرجة في لينينغراد والمقيمين من الطبقة العاملة المحلية دون مواربة. بأسلوب كابوتي الحقيقي، إذ اختار التفاصيل الدقيقة لصناعة المشهد: حديث أحد أعضاء فريق العمل غير اللائق، والوسادة القاسية في سرير القطار التي تنبعث منها رائحة القش، ووجبات اللبن وصودا التوت، في حين كان البعض يأمل بالكافيار، والسيدة المسؤولة عن خزانة الملابس التي تضع العلم الأمريكي الوحيد المتاح مع ثلاثة نجوم جدد.
على الرغم من أن الاختلافات الثقافية واضحة للغاية، إلا أن كابوتي تمكن من إظهار اجتماع الشرق والغرب في أوقات مختلفة. مثلما تأثر طاقم العمل والموظفون عندما دشنت وزارة الثقافة شجرة عيد الميلاد في بهو الفندق. وازداد الجو حرارة حين أخذ أعضاء فريق الممثلين آلات فرقة موسيقية وعزفوا «الجانب المشمس من الشارع». وبعيدًا عن الموسيقى، يشترك الجانبان في شيء واحد؛ مثلما لاحظ رجل أعمال نرويجي، كلاهما يتوق للحب والقبول من قبل بقية العالم.
يقول كاتب سيرة كابوتي، جيرالد كلارك، إن هذا الكتاب كان يعتبر «مزعجًا» بعد أن صدر مطبوعًا؛ على سبيل المثال، يقدم كابوتي رأيه الخاص بالفرقة على لسان شخصية أخرى (بريسيلا جونسون) «إنها رفقة من الدرجة الثانية»؛ ولقطاته حول أعضاء الفرقة، والوفد المرافق، وموظفي وزارة الخارجية الروسية كانت سيئة تقريبًا. ويكشف كلارك أيضًا أن العديد من الحوادث في القصة، بما في ذلك اللقاء مع رجال الأعمال النرويجيين، اخترعها كابوتي بالكامل. وقد تكون هذه أداة سردية يستخدمها كابوتي ليقدم آراءه الخاصة. وقد صرح جون ستاينبيك أنه استخدم طريقة «الطرف الثالث» نفسها في الصحافة التي جمعها في كتابه مرة كان هناك حرب.